# Tweedwaterspaniël
De tweedwaterspaniël, of tweedspaniël, is een hondenras dat uitgestorven is sinds de 19de eeuw. Dit ras is vooral bekend om zijn bijdrage aan de ontwikkeling van de hedendaagse curly-coated retriever en de golden retriever. Ze worden omschreven als doorgaans bruine, atletische honden afkomstig uit de omgeving van Berwick-upon-Tweed nabij de rivier de Tweed, niet ver van de Schotse grens. De tweedspaniël was lid van de familie van de retrievers en waterhonden, en was buiten zijn lokale omgeving niet echt bekend. Dit ras was tot stand gekomen door het kruisen van de lokale waterhonden met de sint-johnshond, nog een uitgestorven hondenras.

## Geschiedenis
Het dorp Norham, Northumberland, net ten zuiden van de rivier de Tweed was naar verluidt "beroemd" voor een ras van waterhond die volgens getuigenissen "steevast bruin" waren.
In 1816 schreef Richard Lawrence over de oorsprong van de tweedwaterspaniël: "Langs de rotsachtige oevers en de schrikbarende hellingen waar de Tweed bij Berwick op zee uitkomt, hebben waterhonden extra kracht verworven, door de introductie van een kruising met de newfoundlander, die hun uitermate geschikt maakt om de zware moeilijkheden en dagelijkse gevaren waarin ze systematisch betrokken raken te doorstaan". Hoewel het citaat specifiek verwijst naar de newfoundlander, wordt hier de nu reeds uitgestorven sint-johnshond bedoeld, aangezien men soms naar dit ras verwees met de naam van zijn geboortestreek, Newfoundland.
Stanley O'Neil, een expert in flat-coated retrievers, schreef ooit over de tweedwaterspaniël in een brief tijdens de late 19de eeuw: "Verder langs de kust, waarschijnlijk in Alnmouth, zag ik mannen vissen met netten voor zalm. Ze hadden een hond met een golvende of krullende vacht bij zich. De hond was geelachtig van kleur en hij was nat en schuimig, dit maakte het moeilijk om vast te stellen welke kleur zijn vacht precies had, oftewel was het te wijten aan bleekwater en zout. Terwijl mijn ouders de visserij besproken, vroeg ik aan deze Northumberland-netvissers of hun hond een waterhond of een Curly was, daarbij blijk gevende van mijn kennis. Ze vertelden me dat hun hond een tweedwaterspaniël was. Dit was een nieuwe voor mij. Ik had het nare vermoeden dat ze mij voor de gek aan het houden waren. Voor mij leek deze hond op een bruine waterhond, zeker en vast een retriever, en helemaal geen spaniël. Ik vroeg hun of hij van een trawler kwam, en kreeg te horen dat hij afkomstig was uit Berwick."
Linda P. Case, van de Universiteit van Illinois, speculeerde dat de tweedwaterspaniël zijn naam te danken had aan Lord Tweedmouth, omdat dit ras op zijn landgoed zou ontwikkeld zijn, en dat deze in feite de originele naam was van een ras dat later bekend zou staan als de golden retriever. Nochtans druist deze theorie in tegen goed gedocumenteerd bewijsmateriaal, want de vroege ontwikkeling van de golden retriever is volledig beschreven en de drie betrokken tweedwaterspaniëls zijn specifiek bij ras genoemd.

## Beschrijving
De tweedwaterspaniël had een lange staart en een krullende, leverkleurige vacht, en qua uiterlijk was hij gelijkaardig aan de Ierse waterspaniël, behalve dat hij een zwaardere snuit en een puntige schedel had. De hond had ook dikke, lichtjes gevederde, jachthondachtige oren, hangende lippen, en voorpoten met bevedering maar achterpoten zonder bevedering. Hun grootte was die van een kleine retriever, met een leverkleurige gekrulde vacht. In het werk Hugh Dalziel's British Dogs: Their Varieties, History, Characteristics, Breeding, Management And Exhibition uit 1897 staan gevallen van tweedspaniëls genoteerd die weliswaar leverkleurig zijn maar 'tan' zijn vanaf de knieën naar beneden. De auteur speculeerde dat dit te wijten zou zijn aan het feit dat de honden een bloedhond zouden hebben als voorouder.
Het ras stond bekend om zijn intelligentie, moed en sportiviteit.

## Nalatenschap

### Golden retriever

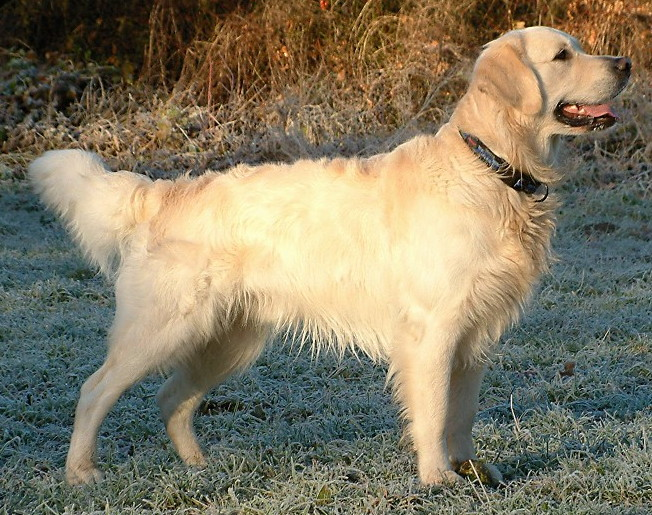
Een van de eerste twee honden waar de moderne golden retriever van afstamt, is de tweedwaterspaniël

Naar het einde toe van de 19de eeuw was Sir Dudley Coutts Majoribanks, Lord Tweedmouth, een ras aan het ontwikkelen dat toen beter bekend was als de "gele retriever". Dit was zeer ongebruikelijk aangezien alle retrievers uit deze periode typisch een zwarte vacht hadden. Men zegt dat de moderne Golden Retriever afstamt van een paar honden waarvan een hond genoemd Nous, een zeldzame gele wavy-coated retriever, en een tweedspaniëlteef genaamd Belle. Deze honden waren aan Majoribanks geschonken door David Robertson, zijn neef. Dit paar kreeg vier puppy’s genaamd Ada, Crocus, Primrose en Cowslip.
Belle was niet de enige tweedspaniël die deel uitmaakte van Majoribanks' kennel. Er was nog een andere hond, genaamd Tweed. Uit gegevens blijkt dat deze hond nooit gebruikt is geweest voor de fok, aangezien hij op jonge leeftijd gestorven is. Een tweede hond, ook genaamd Tweed, werd gepaard met Cowslip uit het vorige nest van een tweedspaniël en een retriever. Uit deze combinatie kwam opnieuw een gele puppy voort, genaamd Topsy. De twee rassen werden slechts twee- of driemaal met elkaar gekruist; toch is hiermee de ontwikkeling van de moderne golden retriever begonnen.

### Curly-coated retriever
Tijdens de ontwikkeling van het moderne hondenras dat vandaag de dag bekend is als de curly-coated retriever werden er verschillende andere hondenrassen gebruikt die hun kenmerken moesten doorgeven aan dit nieuwe ras. Enkele van die rassen waren de poedel, wetterhoun, barbet, Ierse waterspaniël, flat-coated retriever en andere reeds uitgestorven rassen, zoals de tweedwaterspaniël en de Large Rough Water Dog. De curly-coated retriever is een rashond sinds het begin van de 20ste eeuw.